# Michèle André (actrice)
Pour les articles homonymes, voir Michèle André et André.
 (janvier 2024).
Si vous disposez d'ouvrages ou d'articles de référence ou si vous connaissez des sites web de qualité traitant du thème abordé ici, merci de compléter l'article en donnant les références utiles à sa vérifiabilité et en les liant à la section « Notes et références ».
Michèle André est une actrice et metteuse en scène française née le 1er juillet 1943.

## Biographie
Après des études au Conservatoire national supérieur d'art dramatique de Paris, elle fait ses débuts en 1961 sur scène dans Le Marchand de Venise de William Shakespeare au théâtre de l'Odéon, et à la télévision dans Ôtez votre fille, s'il vous plaît d'après Eugène Labiche. Mais c'est dans le téléfilm La Petite Dorrit de Pierre Badel d'après Charles Dickens, où elle tient le rôle-titre, qu'elle attire l'attention quelques mois plus tard. Elle entre l'année suivante comme pensionnaire à la Comédie-Française mais la quitte en 1964 pour jouer Chat en poche de Georges Feydeau au théâtre Daunou. Elle se partage dès lors entre théâtre de boulevard et séries télévisées.
Elle double également des films et des séries télévisées, étant notamment la voix française de Duchesse dans Les Aristochats et de Belle Marianne dans Robin des Bois, films d'animation des studios Disney.

## Théâtre
- 1960 : Rue de Richelieu de Bernard Diez, mise en scène Ange Gilles, CNSAD : Armande
- 1961 : Supplément au voyage de Cook de Jean Giraudoux, mise en scène Jean Meyer, CNSAD : Tahiriri
- 1961 : Le Marchand de Venise de William Shakespeare, mise en scène Marguerite Jamois, théâtre de l'Odéon : Jessica
- 1961 : Le Dialogue des carmélites de Georges Bernanos, mise en scène Marcelle Tassencourt, théâtre Montansier : sœur Saint-Charles
- 1962 : L'Âne et le Ruisseau d'Alfred de Musset, mise en scène Jacques Sereys, Comédie-Française : Marguerite
- 1962 : La Colonie de Marivaux, mise en scène Jean Piat, Comédie-Française : Lina
- 1962 : Le Retour imprévu de Jean-François Regnard, mise en scène Jean-Paul Roussillon, Comédie-Française : Lucile
- 1962 : La Grande Catherine d'après George Bernard Shaw, mise en scène Jean Le Poulain, Comédie-Française : Varinka
- 1963 : Les Femmes savantes de Molière, mise en scène Jean Meyer, Comédie-Française : Henriette
- 1963 : Le Malade imaginaire de Molière, mise en scène Robert Manuel, Comédie-Française : Angélique
- 1963 : La Foire aux sentiments de Roger-Ferdinand, mise en scène Raymond Gérôme, Comédie-Française : Odette
- 1964 : Cyrano de Bergerac d'Edmond Rostand, mise en scène Jacques Charon, Comédie-Française : la soubrette
- 1964 : Chat en poche de Georges Feydeau, mise en scène Jean-Laurent Cochet, théâtre Daunou : Julie
- 1967 : Le Nouveau Testament de Sacha Guitry, mise en scène André Valtier, théâtre des Variétés : Mlle Morot
- 1967 : Boudu sauvé des eaux de René Fauchois, mise en scène Jean-Laurent Cochet, théâtre des Capucines : Anne-Marie
- 1967 : Rupture d'André Roussin, mise en scène Jean-Laurent Cochet, théâtre Saint-Georges : Évelyne
- 1974 : Le Siècle des lumières de Claude Brulé, mise en scène Jean-Laurent Cochet, théâtre du Palais-Royal
- 1975 : Don Juan ou l'Homme de cendres d'André Obey, mise en scène Jean-Pierre André, festival de Vaison-la-Romaine : Elvire
- 2006 : Les Revenants d'Henrik Ibsen, mise en scène Arnaud Denis, théâtre 13 : Mme Alving
- 2013 : Le Misanthrope de Molière, mise en scène Michèle André, La Cigale
- 2023 : Les Liaisons dangereuses d'après Pierre Choderlos de Laclos, mise en scène Arnaud Denis, Théâtre Tête d'or et tournée
- 2024 : Les liaisons dangereuses de Pierre Choderlos de Laclos, mise en scène Arnaud Denis, à la Comédie des Champs-Élysées

## Filmographie

### Cinéma
- 1973 : Les Zozos : Jacqueline
- 1989 : La Passion de Bernadette
- 1999 : La Dilettante : Mme de Sambreuse

### Télévision
- 1961 : Ôtez votre fille, s'il vous plaît : Cécile
- 1961 : Le Médecin volant : Lucile
- 1961 : La Petite Dorrit : Amy Dorrit
- 1962 : Les Bostoniennes : Verena
- 1964 : Le Théâtre de la jeunesse : Le Matelot de nulle part : Birdy
- 1962 : Le Théâtre de la jeunesse : L'Auberge de l'ange gardien : Elfy
- 1965 : Le Théâtre de la jeunesse : David Copperfield : Émilie
- 1965 : Le Faiseur
- 1967 : Les Plaideurs : Isabelle
- 1967 : La Bouquetière des innocents
- 1968 : Turcaret : Marine
- 1972 : Figaro-ci, Figaro-là : Mme  Franquet
- 1976 : Don Juan ou l'Homme de cendres : Elvire
- 1976 : Au théâtre ce soir : La Charrette anglaise : Germaine
- 1977-1979 : Un juge, un flic : Mme Walder
- 1978 : Le Devoir de français : la tante Yaya
- 1978 : Au théâtre ce soir : Boudu sauvé des eaux : Anne-Marie
- 1979 : Au théâtre ce soir : Moi : Mme de Verrières
- 1982 : Au théâtre ce soir : Le Président Haudecœur : Mme Remisol
- 1982 : Au théâtre ce soir : Histoire de rire : Hélène
- 1990 : Paparoff, épisode Paparoff enfonce les portes :  Mme Devriès
- 1997 : Julie Lescaut, épisode Cellules mortelles : la gérante du magasin
- 1998 : La Dernière des romantiques : Nadine Fermier
- 1999 : Les Cordier, juge et flic, épisode Trahie par les siens : Mme Nathan

## Doublage

### Cinéma

#### Films
- 1963 : Oui ou non avant le mariage ? : Robin Austin (Carol Lynley)
- 1965 : Le Docteur Jivago : Tonya (Geraldine Chaplin)
- 1966 : Le Prince Donegal : Kathleen McSweeney (Susan Hampshire)
- 1969 : Prends l'oseille et tire-toi : Louise (Janet Margolin)
- 1975 : La Fugue : Ellen (Susan Clark)
- 1977 : La Castagne : Anita McCambridg (Kathryn Walker (en))
- 1979 : Agatha : Nancy Neele (Celia Gregory (en))
- 1982 : Y a-t-il enfin un pilote dans l'avion ? : Mary (Wendy Phillips)
- 1987 : Blanche-Neige : la méchante reine (Diana Rigg)
- 1987 : Gens de Dublin : Mlle Furlong (Kate O'Toole (en))
- 1996 : 2 jours à Los Angeles : Audrey Hopper (Marsha Mason)
- 2000 : La Coupe d'or : Fanny Assingham (Anjelica Huston)
- 2013 : La Vie rêvée de Walter Mitty : Edna Mitty (Shirley MacLaine)

#### Films d'animation
- 1970 : Les Aristochats : Duchesse
- 1973 : Robin des Bois : Belle Marianne
- 1987 : Windaria : Marliin

### Télévision
Téléfilms
- Victoria Principal dans :
  - Une femme entretenue (1987) : Rae Colton
  - Les Liens du mariage (1996) : Kate Finley

- 1993 : Un singulier divorce : Linda (Cheryl Ladd)
- 1996 : Amitié fatale : Kathryn Archer (Lynda Carter)

Séries télévisées
- Victoria Principal dans :
  - Dallas (1978-1987) : Pamela Barnes Ewing
  - Providence (1999) : Donna Tupperman
  - Titans (2000) : Gwendolyn "Gwen" Williams

- 1964 : L'Épouvantail : Kate Banks (Jill Curzon (en))
- 1967 : La Sœur volante : Sœur Bertrille (Sally Field)
- 1976 : Le Nouvel Homme invisible : Abby Lawrence (Katherine Crawford)
- 1984 : Charles s'en charge :  Mme Pembroke (Julie Cobb (en)) (2e voix)
- 2008 : Desperate Housewives : Adele Delfino (Celia Weston) (saison 4, épisode 15)
- 2019 : Years and Years : Muriel Deacon (Anne Reid) (mini-série)

Séries d'animation
- 1978 : Tout doux Dinky :  Monica
- 1979 : Lady Oscar : Mme de Polignac (épisodes 13 à 15)[2]
- 1991 : Très cher frère :  Danièle Galion / Prisca Chardonnais